# Kromosfera
Kromosfera (stgrč. χρῶμα, khrôma, “boja” i σφαῖρα (sphaîra, “kugla”) je blještavo crveni sloj Sunčeve atmosfere iznad fotosfere, visine oko 2000 kilometara.
Gustoća se dosta mijenja po visini, od 2 ∙ 10-4 kg/m3 u blizini fotosfere do 1 ∙ 10-11 kg/m3 u blizini prijelaznog područja s koronom. Iz još nepoznatog razloga, temperatura kromosfere je veća od fotosfere. Dok se temperature fotosfere kreću između 4 000 i 6 400 K, temperature kromosfere se kreću od 4 500 do 20 000 K.
Kromosfera je ime dobila po činjenici što je, za razliku od fotosfere koja je bijele boje odnosno nema nikakvu zamjetnu nijansu, nijanse crvene jer u njenom spektru vidljivog elektromagnetskog zračenja prevladava crvena H-alfa spektralna linija vodika. Uobičajeno se ne može vidjeti jer ju nadjačava redovima veličine jači bijeli sjaj fotosfere. Bez pomoći optičkih uređaja, zamjetna je jedino kod potpunih pomrčina Sunca kada Mjesec tek pokrije zadnji trag fotosfere - nakon kraja stadija "Bailyjeve ogrlice" i "dijamantnog prstena" te netom prije nego li se oni pojave na kraju totaliteta. 
Kromosferu se može promatrati i izravno bez pomrčine, ali samo kroz optičke uređaje s posebnim uskopojasnim filterima koji do senzora ili oka donose vrlo prigušenu svjetlost vodikove alfa-linije. Tada se mogu vidjeti prominencije (pramenovi), kao i rjeđi koronalni izbačaji masa. 
Za kromosferu su najznačajnije osobine spikule (bodlje), duge, relativno tanke cjevčice sjajnog plina, koje izgledaju kao vlati trave koje rastu iz niže položene fotosfere. Spikule se dižu do vrha kromosfere i nakon 10 minuta padaju nazad, a prenose tvar iz fotosfere u koronu. Postoji i nešto drukčiji oblik spikula, koje više sliče pramenovima i traju dvostruko dulje. 
Najspektakularnija pojava obojana kao i kromosfera su prominencije koje se dižu na visine od nekoliko stotina tisuća kilometara u domenu korkone, gdje temperature naglo dolaze blizu 1 000 000 K. 